# Batalha de El Puig de Santa Maria
A batalha de El Puig de Santa Maria aconteceu em 1237, durante a campanha para a conquista da cidade de Valência.

## Antecedentes
Os Almóadas conseguiram fundir os emirados da Península Ibérica com os norte-africanos numa unidade política um tanto instável. Os governadores almóadas da Taifa de Valência, Zaíde Abu Abedalá e Abu Zaíde podiam agir com plena autonomia, e até mesmo se intitularam reis, apesar de nunca cunharem moeda nem negarem a sua submissão ao imperador de Marraquexe. Depois da derrota na batalha de Navas de Tolosa, o império desintegrou-se em reinos de taifas, dos quais o mais importante foi o Reino de Granada, o Reino Haféssida da Ifríquia, os Banu Zian da Argélia, e os Merínidas de Marrocos.
Em 1224 Jaime I de Aragão chamou os nobres de Aragão e Catalunha para iniciar a conquista da Taifa de Valência entrando por Teruel; então Abu Zaíde pediu uma trégua, a qual aceitou em troca da quinta parte das rendas de Valência e Múrcia. Durante o verão de 1225, Jaime I tentou tomar o castelo de Peníscola, mas os nobres aragoneses deram-lhe as costas e fracassou.
Abu Zaíde sofreu uma rebelião indígena antialmóada encabeçada por ibne Hude, que se apoderou de Múrcia em 1228 e dominou as regiões de Orihuela, Dénia, Gandia, Xàtiva e Alzira, assediando Valência sem a tomar. Contudo, a ameaça do Reino de Castela fez com que ibne Hude se retirasse para Múrcia.
O pacto entre Jaime I e Abu Zaíde fez com que muitos muçulmanos se passassem ao bando de Zaiane ibne Mardanis, neto de Abu Alhajaje, acreditando que Abu Zaíde os atraiçoara ao abandonar o Islão; este deixou a cidade de Valência e marchou para o norte, enquanto Zaiane entrava triunfalmente na cidade de Valência, em janeiro de 1229, ainda que sem se proclamar rei. Desde Múrcia, o rebelde antialmóada ibne Hude assediou a cidade de Valência, pressionando Zaiane para que a abandonasse. Todo este desordem na cidade de Valência fomentou as ânsias de Jaime I para tentar de novo a conquista do Reino, após tomar Maiorca aos muçulmanos em 1229.

## A campanha de Valência
Em 1235 decorreram ataques nas cercanias de Valência, mas finalmente o exército cristão retirou-se, tanto de Albalat quanto de Cullera. A 25 de junho de 1235, Jaime I de Aragão assediou o castelo de Foios, já muito perto de Valência. Os muçulmanos de Zaiane ibne Mardanis, ao se retirarem para sul, arrasaram a fortificação do Puig de Cepolla ou de Enesa
Jaime I entrevistou-se em Teruel com Abu Zaíde, o emir destronado, estabelecendo um novo pacto entre eles, que vinha a ser uma confirmação do pacto de 1229. Correspondia a Jaime I a quarta parte do território de Valência que se submetesse a Abu Zaíde, e este e os seus filhos declaravam-se vassalos de Jaime I, e dos filhos que este tiver com a sua segunda esposa, Iolanda da Hungria. Neste tempo, Abu Zaíde converteu-se ao cristianismo, adotando o nome de Vicens. Já cristão, casou-se com uma dama de Saragoça chamada María Ferrandia.
Nos documentos de 1236 figuram já os preparativos catalano-aragoneses para o ataque de Valência. A 13 de outubro, as Cortes gerais de Monzón trataram da conquista. Num documento do dia 28, expedido em Lérida, Jaime prometia dotar a igreja de Valência, quando conquistasse a cidade, empresa tratada, diz, "apud Montesonum in curia gerali quam convocavimus pro facienda exercitus contra mauros". O mesmo dia 28 prometia destinar a mesquita-mor de Valência para templo católico. A 13 de novembro ditou um decreto dispondo que, uma vez tomada a cidade, a igreja de Valência tornaria-se dependência da Seu de Tarragona. Dois dias depois assinou o reconhecimento da oferta feita pelo mestre provincial Templário, para ajudar na conquista de Valência, do direito de cunhagem nos lugares pertencentes à ordem, sem que isto constituísse um precedente contra os privilégios do Temple.

## A campanha do rio Palância
O rei, depois da tomada de Burriana e a campanha frustrada de Cullera, dispôs-se a empreender o ataque final à cidade de Valência, reunindo as Cortes gerais em Monção a 28 de outubro de 1236 onde conseguiria a ajuda necessária, até mesmo o Papa Gregório IX qualificava a ação de "cruzada" e outorgava uma bula a 2 de fevereiro de 1237. Após uma estadia em Montpellier, entre finais de 1236 e princípios de 1237, o exército, concentrado em Teruel começou a baixar seguindo o curso do rio Palancia, tomando Vall d'Uixó, Nules, e assediando Almenara. A seguir tomaram-se Bétera, Paterna, e Montcada, e finalmente a 25 de junho de 1237 El Puig de Cepolla também denominado Enesa, e após Santa Maria, situado perto da capital valenciana.
Jaime I dispôs que a fortificação de El Puig fosse reconstruída, foi feito um muro de taipa e um caminho empedrado até o mar. Ao cabo de dois meses, as obras ficaram prontas e o castelo foi ocupado por uma guarnição de cem cavaleiros e muitos peões, mandados por Bernardo Guilherme de Entença, parente do conde-rei.
O historiador muçulmano ibne Caldune relata que, do 16 de setembro 1235 ao 4 de setembro de 1236, os cristãos, que atacaram os sarracenos, tinham sete acampamentos, dois dos quais eram contra Valência, Alzira e Xàtiva. Enquanto o rei de Castela tomava Córdova, Jaime apoderava-se da maior parte dos castelos de Valência e de Alzira. Acrescenta que o catalão construiu o castelo de Enesa, para assediar Valência, deixou o seu exército e voltou para a sua terra.

## A batalha
Zaiane ibne Mardanis reuniu gente de Xàtiva e o rio Júcar e avançou para Enesa, reunindo, segundo a Crônica, 600 cavaleiros e 11 000 peões, e atacando a 15 de agosto de 1237, segundo Almacari, pouco depois de o rei deixar El Puig para Huesca.
Ibne Alabar, que fora secretário de Abu Zaíde, presente como secretário de Zaiane, relata que a batalha decorreu ao meio-dia. O exército muçulmano foi derrotado, e a maior parte dos seus soldados sucumbiram. Entre os mortos muçulmanos encontrava-se o sábio predicador Aburrebii ibn Salim Elcolaí. Jaime I, ao conhecer a vitória, acudiu a El Puig, onde permaneceu alguns dias, e depois voltou para Aragão.
A forte derrota sofrida pelos muçulmanos teve uma grande influência sobre os curso das operações. A partir desta batalha, os destacamentos dos cristãos multiplicaram-se pela comarca, e muitos muçulmanos tiveram de fugir.

## Consequências
Enquanto Jaime I de Aragão estava em Aragão, faleceu Bernardo Guilherme de Entença, o qual introduziu o desânimo entre os nobres, especialmente entre os aragoneses. Num conselho de magnatas, Blasco I de Alagón, em nome de outros muitos barões, susteve que era melhor evacuar El Puig e abandonar temporariamente a empresa, podendo ser retomada mais adiante.
Jaime I recusou seguir o conselho dos nobres, e resolveu continuar a campanha. De Aragão, o monarca voltou para El Puig de Santa Maria. Ali se encontrava a 24 de janeiro de 1238. Trouxe com ele o filho de Bernardo Guilherme de Entença, chamado Guilherme, que tinha uns 10 ou 11 anos, armando-o cavaleiro perante os representantes das ordens militares, e fazendo-lhe doação de todas as terras do seu pai. Provisoriamente designou como capitão do castelo a Berengário de Entença.
Ainda assim, não cessou a oposição à continuação da campanha. Ao contrário, uma grande parte da guarnição de El Puig, ao saber que o conde-rei ia embora, conveio secretamente em abandonar aquela posição uma vez que Jaime fosse embora. Um dos freires dominicanos que havia na fortificação denunciou o complô ao monarca. Esta, ao dia seguinte, reuniu os nobres na capela do castelo e falou-lhes energicamente, Os barões reagiram, e prometeram prosseguir a luta até a vitória.
Pouco depois o Conquistador partia para Ulldecona para receber a sua esposa Violante; mas não quis cruzar o rio e obstinou-se na sua decisão de realizar a conquista de Valência, apesar dos conselhos do seu tio Ferrão e das súplicas da rainha. Esta e os servidores da casa real estabeleceram-se em Burriana.
De volta para El Puig, Jaime recebeu um mensageiro que, em nome de Zaiane ofereceu, em troca de abandonar o ataque à capital, a cessão de todos os castelos do rio Guadalaviar até Tortosa e Teruel, bem como a construção de um formoso palácio para o conde-rei na Saida e o pagamento de um tributo anual de dez mil besantes. A resposta do conde-rei foi que, no estado a que tinham chegado, não lhe convinha o trato. Ele podia tomar a cidade de Valência, e então cairiam no seu poder todos os seus castelos e terras. Assim teria a galinha e logo os pintos.